# Chirotica rubrotincta
Chirotica rubrotincta är en stekelart som först beskrevs av Thomson 1885.  Chirotica rubrotincta ingår i släktet Chirotica och familjen brokparasitsteklar. Utöver nominatformen finns också underarten C. r. algerica.